# Divide et impera
Divide et impera (lateinisch für „teile und herrsche“) ist eine Redewendung. Sie empfiehlt, eine zu besiegende oder zu beherrschende Gruppe in Untergruppen mit einander widerstrebenden Interessen aufzuspalten. Dadurch soll erreicht werden, dass die Teilgruppen sich gegeneinander wenden, statt sich als Gruppe vereint gegen den gemeinsamen Feind zu stellen.
Die Redewendung ist wahrscheinlich nicht antik, wenngleich die damit bezeichnete politische soziologische Strategie sehr alt und z. B. in der römischen Außenpolitik ohne Zweifel wiederzuerkennen ist.
Eine abweichende Bedeutung des Satzes liegt dem Teile-und-herrsche-Verfahren in der Informationstechnologie zugrunde; hier bedeutet er, dass man große, schwer zu lösende Probleme in kleinere und einfachere aufspalten soll.

## Herkunft
Die lateinische Formulierung wird teilweise Niccolò Machiavelli zugeschrieben, der in seinem 1532 erschienenen Buch Der Fürst dem Fürsten Medici erklärt, wie er seine Herrschaft ausüben sollte, teilweise auch Ludwig XI. von Frankreich. Abschließend konnte die Herkunft dieses Sprichwortes bisher nicht geklärt werden.
Praktiziert wurde diese Maxime bereits in der rechtlichen Organisation des Römischen Reichs. Die einzelnen Mitgliedstaaten hatten nur Verträge mit der Zentralmacht Rom. Verträge untereinander abzuschließen war ihnen verboten. Außerdem sorgte Rom für eine deutliche Unterschiedlichkeit der einzelnen Bündnispartner. Hierbei reichte das Spektrum der Wertigkeit von den Unterworfenen, den subiecti, über Verbündete (foederati) und Bundesgenossen (socii) bis zu rechtlich gleichgestellten Freunden des römischen Volks (amici populi Romani), die mit der Zuerkennung der civitas Romana, des römischen Bürgerrechts, für ihre Bündnistreue ausgezeichnet waren. Innerhalb dieser Stufung konnten sich die Staaten durch Wohlverhalten empordienen, auch zu unterschiedlichen Graden der Selbstverwaltung.
Nach Prosper Mérimée (Chronique du règne de Charles IX, 1829, Vorr. S. 7) war diviser pour régner (französisch für teilen, um zu herrschen) eine Maxime des französischen Königs Ludwigs XI. (15. Jahrhundert).

## In späterer Zeit
Auch der moderne europäische Imperialismus und Kolonialismus seit dem 15. Jahrhundert nutzte immer wieder das Prinzip des Teile und Herrsche. Hierzu wurden auch Methoden der Indirect rule verwendet, eine Form der Divide-et-impera-Strategie, bei der Teile der lokalen Herrschaftsstrukturen in die koloniale Herrschaft etwa des Britischen Weltreichs und der deutschen Kolonien eingebettet wurden.
Heinrich Heine schrieb am 12. Januar 1842 aus Paris über die aktuelle französische Politik: „König Philipp hat die Maxime seines makedonischen Namensgenossen, das ‚trenne und herrsche‘, bis zum schädlichsten Übermaß ausgeübt.“ Der damit gemeinte Philipp II. von Makedonien (359–336 v. Chr.) hatte die Vorherrschaft über die griechischen Stadtstaaten errungen.
Johann Wolfgang von Goethe formulierte die Maxime in Sprichwörtlich (1814) um und fügte einen Gegenvorschlag hinzu:
„Entzwei und gebiete! Tüchtig Wort;
Verein und leite! Bessrer Hort.“
In neuerer Zeit wurde mehrfach darauf hingewiesen, dass die Strategie des amerikanischen Präsidenten Donald Trump sich der alten Maxime bediene. „In seinen ersten zwei Amtsjahren hat er selten das Einigende, sondern fast immer das Trennende betont“, schreibt Gianluca Wallisch in Der Standard; in der Zeit betitelt Daniel-C. Schmidt einen Kommentar zu Trumps Medienschelte mit Teile aus und herrsche.